# リュウキュウアサギマダラ
リュウキュウアサギマダラ（琉球浅葱斑、学名：Ideopsis similis）は、タテハチョウ科に属するチョウの一種。

## 特徴
アサギマダラ属のアサギマダラとは別属である。アサギマダラより一回り小さく、前翅と後翅で地色が同じであることで区別可能である。また、翅の模様も本種のほうが細かい。
食草のキョウチクトウ科（旧分類ではガガイモ科）植物に含まれるアルカロイドを体内に持ったまま成虫になるので、本種を食べても苦い。それによって鳥に食べられるのを防いでいる。それを知らしめるように緩やかに飛び、人を恐れず近寄ってくることもある。花に来ることが多く、タチアワユキセンダングサなどで吸蜜しているのを観察できる。

## 生活史
インド、スリランカ、ミャンマー、マレーシア、中華人民共和国南部、台湾、日本の南西諸島に生息する。移動性はなく、トカラ列島以北では迷蝶である。越冬態は成虫。枝などにぶら下がって越冬する。
幼虫はツルモウリンカを始めとする旧ガガイモ科植物を食草とする。